# Lucius Cornelius Cinna (préteur)
Pour les articles homonymes, voir Cinna.
Lucius Cornelius Cinna est un homme politique du dernier siècle de la République romaine.
Il est le fils de Lucius Cornelius Cinna, adjoint de Marius puis chef du parti des populares. En 84 av. J.-C., son père, consul pour la quatrième fois, est tué au cours d’une sédition militaire. En novembre 82 av. J.-C., Sylla bat les marianistes, s'installe à Rome et fait afficher les listes de proscrits. Le jeune Lucius Cornelius Cinna figure sur la première liste, mais parvient à échapper aux poursuites et à la mort.
Il soutient le consul Marcus Aemilius Lepidus, mais doit se réfugier en Hispanie auprès de Sertorius après l’échec de l’insurrection de Aemilius Lepidus en 77 av. J.-C.. César, qui avait épousé sa sœur Cornelia Cinna, contribue à son rappel à Rome. Mais la loi de proscription de Sylla interdit à Cinna toute vie politique, en raison de sa parenté.
En 49 av. J.-C., la loi promulguée par Jules César amnistie les victimes de Sylla et redonne enfin son honorabilité à Cinna. En 46 av. J.-C., il épouse Pompeia, fille de Pompée et veuve de Sylla Faustus. Elle lui donne un fils, Gnaeus Cornelius Cinna Magnus, qui porte le prénom et le cognomen de son grand-père maternel.
Jules César qui détient désormais le pouvoir absolu lui confère pour l’année 44 av. J.-C. la charge de préteur. Cinna ne prend pas part au meurtre de Jules César en mars 44 av. J.-C., mais il rejoint Brutus et les autres conjurés à la tribune du Capitole. Grâce à son prestige, Brutus se fait écouter du peuple en parlant prudemment de paix civile. Cinna prend la parole après lui. Lorsqu’il commence à accuser César de tyrannie, une partie de la foule s’indigne et l’injurie violemment,. Lors des funérailles de César, comme il suit le cortège funèbre, il est pris à partie par des vétérans de César et ceux qui l'avaient hué la veille. Il parvient à se réfugier dans une maison, et est sauvé par les soldats de Lépide, maître de cavalerie de César, avant que cette maison ne soit incendiée. Peu après, la foule en colère, croyant rencontrer de nouveau Cinna, tue à sa place son homonyme, le poète et tribun de la plèbe Caius Helvius Cinna.
Lorsque selon l’usage le Sénat attribue des provinces aux préteurs de l'année 44, dont les conjurés Brutus et Cassius, Cinna refuse toute attribution, choix que Cicéron qualifie de vertueux.
Dans la rivalité qui opposait Octave à Marc Antoine, Cinna prit le parti d'Antoine. Octave (futur Auguste) victorieux ne lui en tint pas rigueur et lui permit même de faire une carrière politique[réf. nécessaire].